# Distretto di Lat Lum Kaeo
Il distretto di Lat Lum Kaeo (in thailandese: ลาดหลุมแก้ว) è un distretto (amphoe) della Thailandia situato nella provincia di Pathum Thani.